# LÍF Leirvík
A LÍF Leirvík egy egykori feröeri labdarúgóklub. A klubot 1928-ban alapították. Színei a zöld és a fehér.
2007 végén a csapat egyesült a szomszédos GÍ Gøta csapatával. Az új, egyesült klubhoz brazil edzőt szerződtettek Edson „Dido” Silva személyében, és először ideiglenesen GÍ/LÍF néven játszottak. Végül a Víkingur Gøta nevet választották.

## Eredmények
A csapat legjobb eredménye az 1984-ben és 1985-ben elért 4. hely. 1986-ban kupadöntőt játszottak, de 3–1-re kikaptak az NSÍ Runavíktől.

### Külső hivatkozások
- Hivatalos honlap (Internet Archívum) (feröeri)